# 市原市立青葉台小学校
市原市立青葉台小学校（いちはらしりつ あおばだいしょうがっこう）は、千葉県市原市青葉台にある公立小学校。文部科学省の学校コードはB112210004609、旧学校調査番号は121085。通称は青小（あおしょう）。

## 概要
市原市西部の姉崎地区に位置する。
主に京葉工業地域の就業者の居住地域として開発された青葉台団地を通学区域とする。本校は同団地の人口増加とそれに伴う児童数の増加によって市原市立明神小学校より分離開校した新設校であり、全盛期には現在の基準で過大規模校となる1,300名ほどの児童数があった。
市原市では全ての市立学校において2学期制を採用している。

## 沿革

### 概歴
1975年（昭和50年）に市原市立青葉台小学校として市原市立明神小学校から分離して開校した。開校時は校舎が未完成であったため、1年生から4年生は市原市立明神小学校、5年生と6年生は進学先である市原市立姉崎中学校を仮校舎とした。その翌年から部分的に校舎が完成し、徐々に移転を開始した。1980年度までには全校児童数が1,000名を超えている。1983年（昭和58年）には、市原市立姉崎東中学校が開校したことから、進学先が姉崎中学校から同校へと変更になった。
1990年頃は児童数1,000名ほどで安定していたが、徐々に生徒数の減少が進み、2000年頃には700名を下回り、その10年後である2010年頃には500名ほどにまで減少、2020年頃には350名ほどとなり、現在はほぼ横ばいで推移している。

### 年表
年表は以下の通りである。
- 1975年（昭和50年）4月1日 - 市原市立青葉台小学校として開校。
- 1976年（昭和51年）4月23日 - 青葉台1丁目10番地1に第1校舎完成。
- 1979年（昭和54年） - 千葉県健康優良学校大規模校の部優秀賞受賞。
- 1980年（昭和55年） - 体育館完成。
- 1981年（昭和56年）12月1日 - 第2校舎が完成して完全移転。
- 1982年（昭和57年） - 児童数の急増によるプレハブ校舎3教室の設置。
- 1985年（昭和60年） - 器楽部全国大会出場。
- 1987年（昭和62年） - 千葉県東方沖地震により体育館北側の壁に亀裂がはいる。
- 1989年（平成元年） - 6年生が卒業制作で恐竜を作成する。
- 2002年（平成14年） - 千葉県学校教育功労者賞学校賞受賞。
- 2005年（平成17年） - J-KIDS大賞県優秀賞受賞。
- 2006年（平成18年）3月 - 創立30周年記念事業の第2校庭ビオトープ化が完了。
- 2008年（平成20年）12月 - 第1回千葉県教育大賞受賞。
- 2009年（平成21年）7月 - ビオトープの井戸掘削工事実施。
- 2010年（平成22年） - 屋上にシステム容量約15kwの太陽光発電システム設置。
- 2012年（平成24年） - 地域と協力した朝の挨拶運動開始。
- 2015年（平成27年） - 体育館耐震工事実施。
- 2018年（平成30年） - ビオトープにホタルの放流を開始。
- 2023年（令和5年） - 大規模バリアフリー改造実施[4]。

### 研究指定
各機関からこれまで12回（計22年間分）の研究指定を受けている。研究指定の一覧は以下の通りである。
- 1979年（昭和54年） - 市教委「学校保健の部」研究指定
- 1983年（昭和58年） - 市教委「学力向上（全教科）」研究指定（2年間の1年目）
- 1984年（昭和59年） - 市教委「学力向上（全教科）」研究指定（2年間の2年目）
- 1988年（昭和63年） - 市教委「学力向上（理・社）」研究指定（2年間の1年目）
- 1989年（平成元年） - 市教委「学力向上（理・社）」研究指定（2年間の2年目）
- 1990年（平成2年） - 市教委「学力向上（生活・理）」研究指定（2年間の1年目）
- 1991年（平成3年） - 市教委「学力向上（生活・理）」研究指定（2年間の2年目）
- 1996年（平成7年） - 市教委「開かれた学校」研究指定（2年間の1年目）
- 1997年（平成8年） - 市教委「開かれた学校」研究指定（2年間の2年目）
- 2005年（平成17年） - 市教委「学力向上（国）」研究指定（2年間の1年目）
- 2006年（平成18年） - 市教委「学力向上（国）」研究指定（2年間の2年目）
- 2007年（平成19年） - 市教委「教科学力（国）」研究指定（2年間の1年目）
- 2008年（平成20年） - 市教委「教科学力（国）」研究指定（2年間の2年目）
- 2011年（平成23年） - 市教委「教科学力（国）」研究指定（2年間の1年目）
- 2012年（平成24年） - 市教委「教科学力（国）」研究指定（2年間の2年目）
- 2013年（平成25年） - 市教委「教科学力（国）」研究指定（2年間の1年目）
- 2014年（平成26年）
  - 市教委「教科学力（国）」研究指定（2年間の2年目）
  - 県教委「特色ある道徳教育」研究指定
  - 県教委「カリキュラム開発部研究開発担当調査研究II」指定
- 2015年（平成27年） - 県教委「カリキュラム開発部研究開発担当調査研究II」指定
- 2019年（令和元年） - 市教委「保体」研究指定（2年間の1年目）
- 2020年（令和2年） - 市教委「保体」研究指定（2年間の2年目）

## 校則

### 校章
3枚の銀杏の葉のマークに「青小」という文字が入ったデザインとなっている。

### 校歌
- 作詞：片岡英明[1]
- 作曲：横田昌久[1]
- 校訂：村瀬正康[1]

## 施設

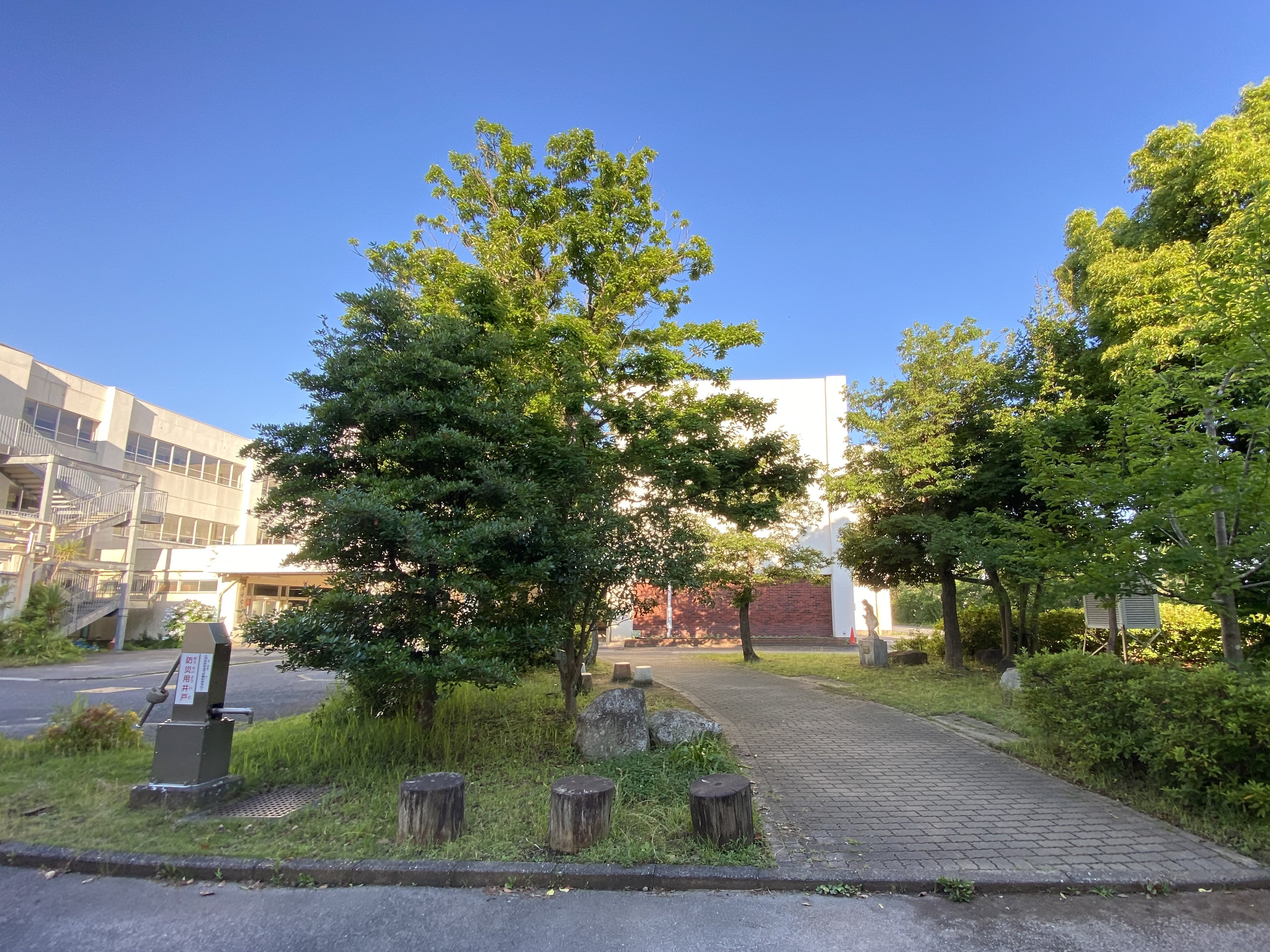
ふれあいのみち（2023年6月）
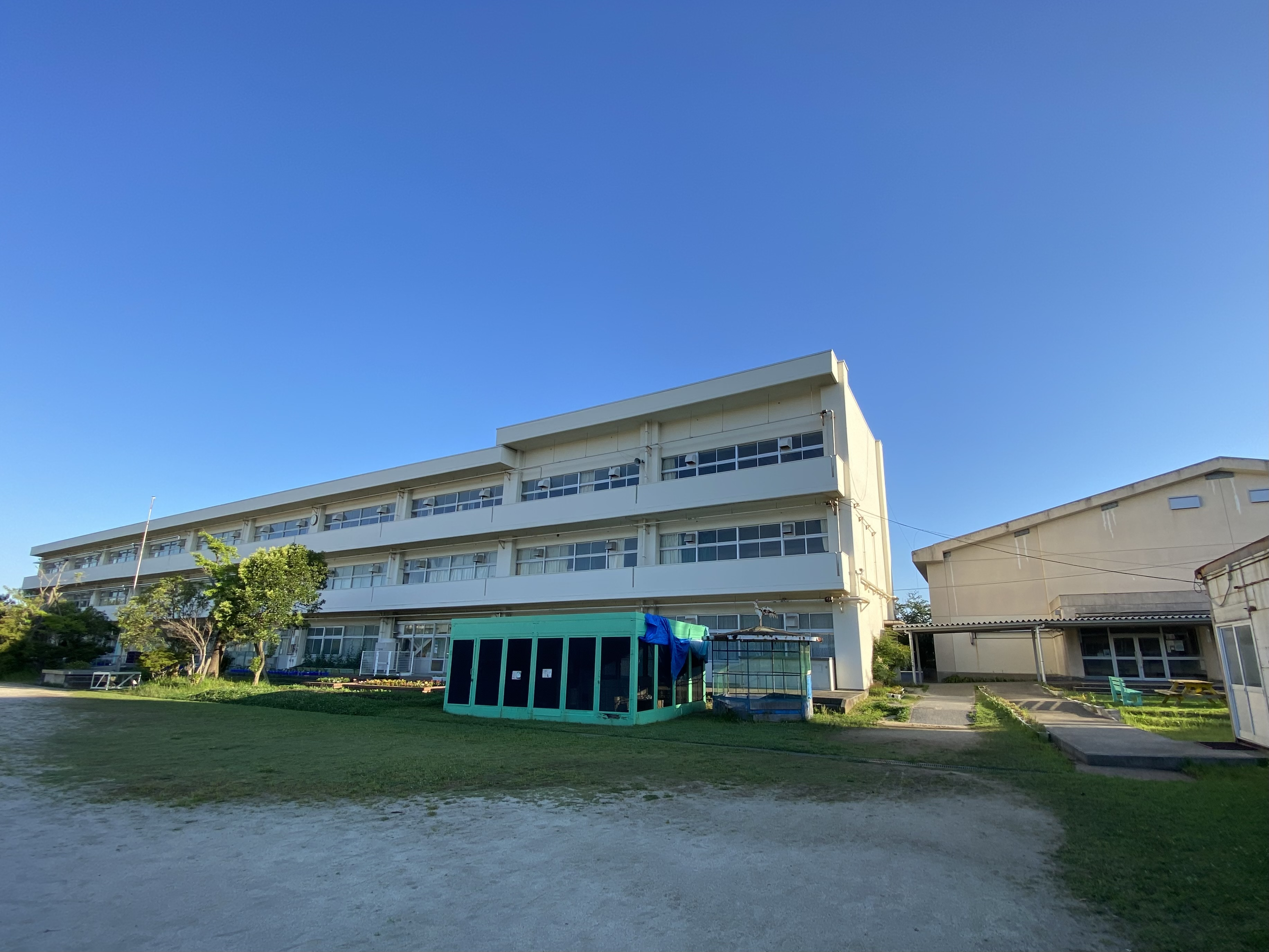
校舎（2023年6月）
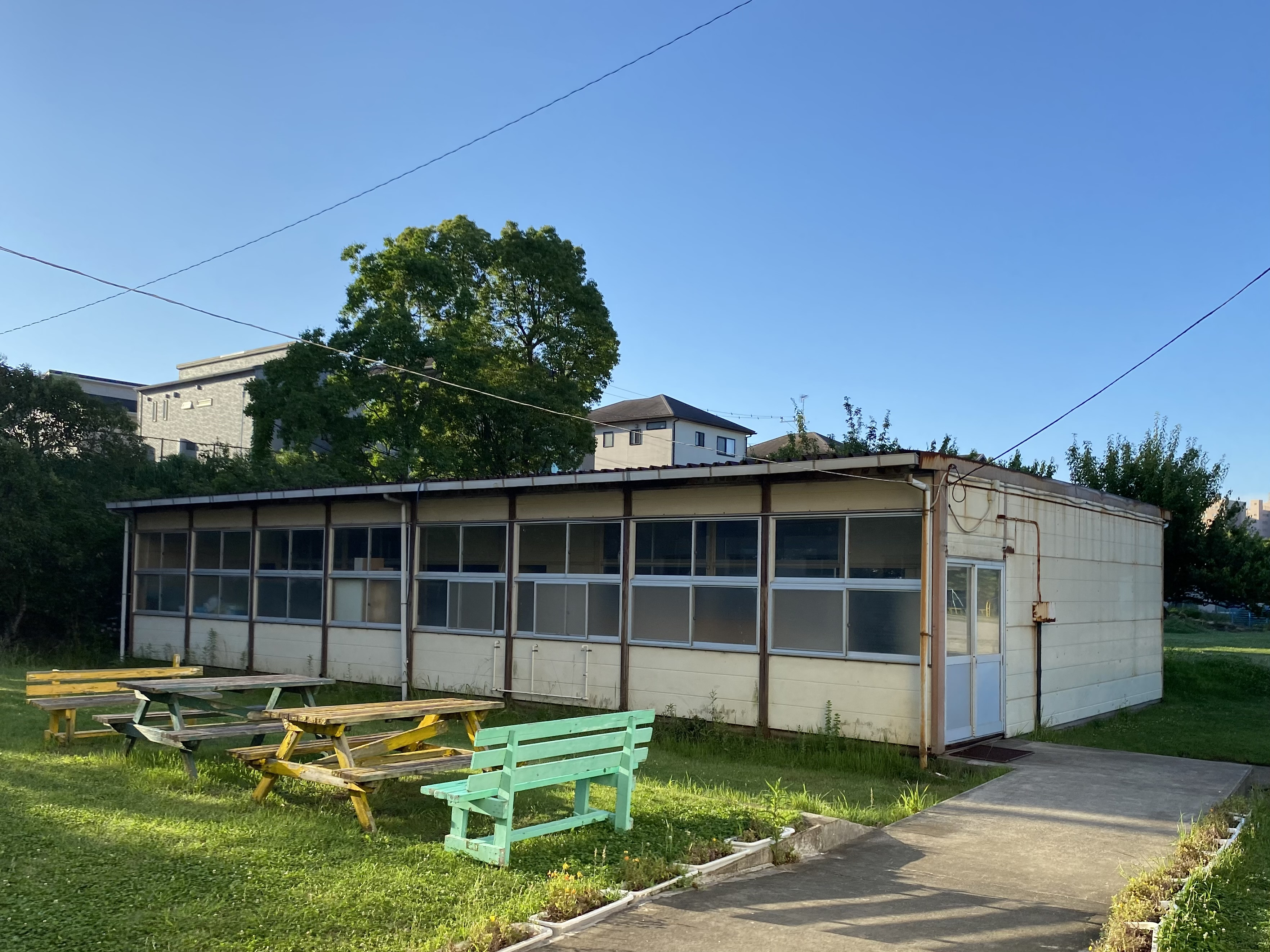
北プレハブ校舎（2022年7月）

### 敷地
敷地の詳細は以下の通りである。
| 所在地     | 〒299-0127 千葉県市原市青葉台1丁目10番地1 |
| 所有者     | 市原市                                    |
| 敷地面積   | 22,974m2                                  |
| 用途地域   | 第一種中高層住居専用地域                  |
| 指定建蔽率 | 60%                                       |
| 指定容積率 | 200%                                      |
| 取得価格   | 884,605,000円                             |

### 建物
敷地内の建物は以下の通りである。
| 棟番号 | 棟名称         | 構造 | 階数        | 延床面積   | 建築年 | 耐震   | 耐震       | Is値 | 備考       |
| ------ | -------------- | ---- | ----------- | ---------- | ------ | ------ | ---------- | ---- | ---------- |
| 001    | 第一校舎       | RC造 | 地上3階建て | 2,982.00m2 | 1976年 | 旧基準 | 耐震工事済 |      |            |
| 002    | 第二校舎       | RC造 | 地上3階建て | 2,105.00m2 | 1981年 | 新基準 | 耐震工事済 |      | [ 注釈 1 ] |
| 003    | 体育館         | RC造 | 地上1階建て | 981.00m2   | 1980年 | 旧基準 | 耐震工事済 | 1.36 |            |
| 004    | 北プレハブ校舎 | S造  | 地上1階建て | 164.00m2   | 1982年 | 新基準 | 非耐震     |      | 使用停止中 |
| 005    | 倉庫・物置     | S造  | 地上1階建て | 65.00m2    | 1977年 | 旧基準 | -          |      |            |
| 006    | 倉庫・物置     | 木造 | 地上1階建て | 26.00m2    | 1988年 | 新基準 | -          |      |            |
| 007    | 倉庫・物置     | 木造 | 地上1階建て | 25.00m2    | 1976年 | 旧基準 | -          |      |            |
| 008    | 倉庫・物置     | 木造 | 地上1階建て | 20.00m2    | 1984年 | 新基準 | -          |      |            |

### 併設施設
- 『ふれあいキッズ』（学童保育）
  - 青葉台小学校第一児童クラブ
  - 青葉台小学校第二児童クラブ
- 『ふれあいルーム』（放課後教室）：#放課後教室を参照

## 規模
2022年（令和4年）4月1日現在の学校規模は以下の通りである。
| 児童数       | 346名    |
| 学級数       | 16学級   |
| 通学区域面積 | 1.285km2 |
| 通学区域人口 | 9,155人  |

### 推移
学校規模の推移は以下の通りである。
| 年度                   | 全校児童数 | 学級数 | 備考            |
| ---------------------- | ---------- | ------ | --------------- |
| 1981年度（昭和56年度） | 1,361名    | 33学級 | 市内2番目の規模 |
| 2005年度（平成17年度） | 524名      | 19学級 |                 |
| 2007年度（平成19年度） | 557名      | 20学級 |                 |
| 2008年度（平成20年度） | 541名      | 19学級 |                 |
| 2009年度（平成21年度） | 515名      | 19学級 |                 |
| 2010年度（平成22年度） | 517名      | 19学級 |                 |
| 2011年度（平成23年度） | 490名      | 18学級 |                 |
| 2012年度（平成24年度） | 440名      | 17学級 |                 |
| 2013年度（平成25年度） | 410名      | 16学級 |                 |
| 2014年度（平成26年度） | 408名      | 16学級 |                 |
| 2015年度（平成27年度） | 378名      | 15学級 |                 |
| 2020年度（令和2年度）  | 344名      | 15学級 |                 |
| 2021年度（令和3年度）  | 337名      | 16学級 |                 |
| 2022年度（令和4年度）  | 346名      | 16学級 |                 |

## 諸活動

### 児童会活動
5年生と6年生は必ず以下のいずれかに所属している必要がある。
- 児童会本部（わくわく活動）
- 掲示委員会（みんな集まれポスター活動）
- 図書委員会（本だいすき活動）
- 環境委員会（環境にやさしいエコ活動）
- 栽培委員会（グリーンフラワー活動）
- 体育委員会
- 保健委員会
- 清掃委員会（クリーン清掃活動）
- 放送委員会（ARK・青小レディオ活動）
- 飼育委員会（動物ともだち活動）
- 給食委員会（ジュニア給食活動）

### 部活動・クラブ活動
部活動は大会に出場することができるが、クラブ活動は校内での活動のみである。部活動は4年生以上の児童は任意で部活動に所属することができる。なお、小学校部活動の市大会は県大会につながっていないため、市大会優勝が最高成績となる。クラブ活動は4年生以上の児童は必ず所属することを求められる。

#### 常設部活動
常設部活動とは年間を通して活動している部活動のことを言う。本校の常設部活動は以下の通りである。
- 音楽部：市音楽発表会優秀賞受賞（2018年、2019年）
- 器楽部（廃止）：全国大会出場（1985年）
- 合唱部（廃止）

#### 特設部活動
特設部活動とは、主に大会前を中心に期間限定で活動している部活動のことを言う。本校の特設部活動は以下の通りである。
- 陸上部
- サッカー部：市大会優勝（2015年）
- ミニバス部
- 水泳部（廃止）：市大会総合優勝6回（2006年、2010年ほか）

#### クラブ活動
以下のクラブ活動が存在している。
- バドミントンクラブ
- バスケットボールクラブ
- ラケット野球クラブ
- 卓球クラブ
- サイエンスクラブ
- コンピュータークラブ
- アートクラブ
- 家庭科クラブ

### 放課後教室
NPO法人が児童のために放課後教室を実施している。
- サイエンス
- 折り紙
- アート
- 生花
- 茶道

## 年間行事

### 一覧
おおよそ毎年の年間行事は以下の通りである。
- 4月 - 入学式、一年生を迎える会
- 5月 - 春の大運動会、陸上部壮行会
- 6月 - ほのぼの集会、音楽発表会
- 7月 - 七夕集会、水泳部壮行会、器楽部壮行会、5年生宿泊学習（大房岬方面）
- 9月 - 音楽発表会、ミニバス部壮行会、サッカー部壮行会、陸上部壮行会
- 10月 - 6年生修学旅行（鎌倉・富士山方面）
- 11月 - 群読発表会
- 12月 - クリスマス集会
- 1月 - 音楽発表会
- 2月 - 感謝の会
- 3月 - ありがとう集会

#### ほのぼの集会
地域の方々と昔遊びなどで交流を図る会。招待状の作成や体育館・教室の装飾などを児童自らが行う。開会式で「ほのちゃん」「ぼのちゃん」による寸劇が披露される。2012年で20回目を迎えた。

#### 群読発表会
各学年が練習してきた群読を披露する会。中でも北原白秋の『まつり』は毎年必ず一番初めに全校で発表する。

#### ありがとう集会
地域の方々への感謝の会を前半1時間、6年生を送る会を後半3時間で行う。地域の方々への感謝の会では、NPO法人青葉台さわやかネットワークや青葉台小学校児童クラブ『ふれあいキッズ』などへ、各学年が6団体に1団体ずつお礼の言葉を述べる。後半の部では、1年生から5年生が6年生に向けて発表を行い、最後に1年生から5年生の各個人が代表して6年生児童に1人ずつ言葉を送る。先生方からのサプライズがあることも。

### 長期休業
- 春季休業 - 修了式から次年度始業式まで
- 夏季休業 - 1学期中断式から1学期再開式まで
- 秋季休業 - 1学期終業式から2学期始業式まで
- 冬季休業 - 2学期中断式から2学期再開式まで

## 通学区域
以下の町丁字とその範囲を通学区域として指定している。
- 青葉台1 - 8丁目
- 姉崎の一部

## 通学区域内施設
主な施設は以下の通りである。
- 帝京大学ちば総合医療センター
- 青葉台商店街
  - 小僧寿し市原青葉台店
  - 青葉ノアール
- スーパーわかば本店
- セイムス青葉台店
- 毎日アウルスイミングクラブ姉ヶ崎
- ダイアパレス千葉青葉台
- ガーデンコート姉ケ崎

## 中学校区
1975年度 - 1982年度
- 市原市立姉崎中学校

1983年度 - 現在
- 市原市立姉崎東中学校

## 隣接小学校区
- 市原市立姉崎小学校
- 市原市立明神小学校
- 市原市立東海小学校
- 市原市立有秋東小学校

## アクセス
- JR東日本姉ケ崎駅から
  - 小湊鉄道バス（姉崎高校前経由）
    - 「青葉台第二」下車、徒歩5分
    - 「青葉台南」下車、徒歩7分

  - 小湊鉄道バス（『あおばす』経由）
    - 「青葉台南」下車、徒歩7分[注釈 4]

  - 車で7分
  - 徒歩35分

## 出身有名人
- 千秋（タレント、歌手、声優）